# Galatea (vệ tinh)

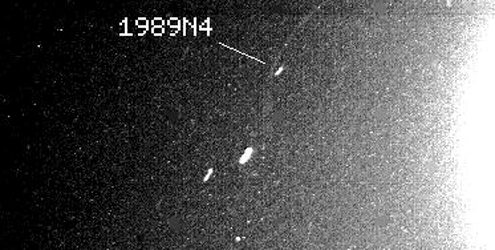
Vệ tinh Galatea bên trong một vòng cung vành đai mờ nhạt gầnSao Hải Vương

Galatea (/ˈɡæləˈtiːə/ GAL-ə-TEE-əGAL-ə-TEE-ə; Tiếng Hy Lạp: Γαλάτεια), còn được biết tới là Neptune VI, là vệ tinh bên trong gần thứ tư của Sao Hải Vương. Nó được đặt tên theo Galatea, một trong những Nereid trong thần thoại Hy Lạp, người mà Cyclop Polyphemus yêu.
Galatea được phát hiện vào cuối tháng 7 năm 1989 từ những hình ảnh được chụp bởi tàu thăm dò Voyager 2. Nó được đặt cho ký hiệu tạm thời là S/1989 N 4.  Phát hiện đã được công bố (IAUC 4824) vào ngày 2 tháng 8 năm 1989, nhưng trong các văn bản chỉ nói rằng "10 khung hình được chụp trong vòng 5 ngày", như vậy ngày khám phá ra Galatea là vào đâu đó trước ngày 28 tháng 7. Cái tên được đặt chính thức vào ngày 16 tháng 9 năm 1991.
Vệ tinh Galatea có hình thù dị thường và không có dấu hiệu nào cho thấy có sự biến đổi địa chất. Nó trông như một đống mảnh vụn được tập hợp quanh một hạt nhân từ những mảnh vỡ của các vệ tinh ban đầu của Sao Hải Vương, những vệ tinh mà đã bị đập vỡ bởi những sự nhiễu loạn từ vệ tinh Triton ngay sau khi vệ tinh này bị bắt giữ vào một quỹ đạo ban đầu có độ lệch tâm rất cao.
Quỹ đạo của Despina nằm gần nhưng ở ngoài quỹ đạo của vệ tinh Thalassa và ở bên trong vành đai Le Verrier. Vì nó cũng nằm bên dưới bán kính quỹ đạo đồng bộ của Sao Hải Vương, nó di chuyển xoắn ốc dần vào trong do tác động của lực thủy chiều và sau cùng có thể va chạm vào khí quyển của Sao Hải Vương, hoặc vỡ vụn thành một vành đai hành tinh khi vượt qua giới hạn Roche do lực dãn thủy chiều.
Vệ tinh Galatea có vẻ như là một vệ tinh vành đai cho vành đai Adams thứ 1000 km ngoài vệ tinh của nó. Các cộng hưởng với Galatea với tỉ lệ 42:43 cũng được cân nhắc là cơ chế có khả năng nhất cho việc hạn chế cung vành đai độc đáo tồn tại bên trong vành đai này. Khối lượng của vệ tinh Galatea đã được ước tính dựa trên các nhiễu loạn xòe ra mà nó gây ra cho vành đai.